# Cochliobolus cynodontis
Cochliobolus cynodontis är en svampart som beskrevs av R.R. Nelson 1964. Cochliobolus cynodontis ingår i släktet Cochliobolus och familjen Pleosporaceae.   Inga underarter finns listade i Catalogue of Life.